# Паклене улице 9
Паклене улице 9 (енгл. Fast & Furious 9) амерички је акциони филм из 2021. године у режији Џастина Лина и наставак филма Паклене улице 8 из 2017. године. Сценарио потписују Данијел Кејси и Лин из приче Лина, Кејсија и Алфреда Ботела на основу ликова које је написао Гери Скот Томпсон, док су продуценти филма Нил Мориц, Вин Дизел, Лин, Џеф Киршенбаум, Џо Рут, Клејтон Таунсенд и Саманта Винсент. Музику је компоновао Брајан Тајлер. Ово је девети наставак из серијала Паклене улице.
У филму је представљена ансамблска подела улога коју чине Вин Дизел, Мишел Родригез, Тајрис Гибсон, Крис „Лудакрис” Бриџиз, Џон Сина, Џордана Брустер, Натали Емануел, Сунг Канг, Хелен Мирен и Шарлиз Терон.
Светска премијера филма је била заказана за мај 2020. у Сједињеним Америчким Државама, али је због пандемије вируса корона одложена неколико пута. Филм је реализован 19. маја 2021. у Јужној Кореји и Хонгконгу, док је у Сједињеним Америчким Државама почео са приказивањем 25. јуна исте године.
Буџет филма је износио 200 милиона долара, а зарада од филма је 726,2 милиона долара. Наставак, Паклене улице 10, премијерно је приказан 2023. године.

## Радња
После догађаја из филма Паклене улице 8 (2017), Доминик Торето (Вин Дизел) и његова породица морају се суочити са Доминиковим млађим братом Џејкобом (Џон Сина), смртоносним атентатором, који ради са њиховим старим непријатељем Сајфером (Шарлиз Терон), и који има личну освету против Доминика. 

## Улоге
| Глумац                 | Улога                |
| ---------------------- | -------------------- |
| Вин Дизел              | Доминик Торето       |
| Мишел Родригез         | Лети Ортиз           |
| Тајрис Гибсон          | Роман Пирс           |
| Крис „Лудакрис” Бриџиз | Теж Паркер           |
| Џон Сина               | Џејкоб Торето        |
| Џордана Брустер        | Мија Торето          |
| Натали Емануел         | Ремзи                |
| Сунг Канг              | Хан Лу               |
| Хелен Мирен            | Магдален Шо          |
| Шарлиз Терон           | Сајфер               |
| Шеј Вигам              | агент Мајкл Стасијак |